# Ies Baart
Isaäc (Ies) Baart (Leiden, 9 februari 1914 – Zaandam, 17 oktober 1967) was een Nederlands bestuurder en politicus voor de Partij van de Arbeid.

## Opleiding en Vakbond
Na het volgen van de Mulo ging Baart naar de handelsschool en tijdens de Tweede Wereldoorlog enige tijd naar de h.b.s.-a avondschool (1940 - 1943). Hij werkte toen al sinds zijn vijftiende (1929) als kantoorbediende bij de Algemene Nederlandse Metaalbedrijfsbond. In 1939 deed hij in het Hoger Beroepsonderwijs nog een M.O. staathuishoudkunde en statistiek.
Na de Oorlog klom Baart op binnen de ANMB tot hoofd van de sociaal-economische afdeling, en in 1953 werd hij secretaris van de ANMB. In 1959 werd hij voorzitter van de Bond, wat hij tot mei 1965 zou blijven. Hij zou in die tijd ook nog enige tijd sociologie aan de Rijksuniversiteit Leiden studeren, waar hij zijn kandidaats behaalde.
In zijn hoedanigheid als vakbondsbestuurder was Baart enige tijd lid van het bestuur van de Sociale Verzekeringsraad (~1959), plaatsvervangend lid van de Sociaal-Economische Raad (1961 - 1965), voorzitter van de Raad van Commissarissen van De Arbeiderspers en lid van het verbondsbestuur van NVV.

## Politiek
In 1956 wordt Baart voor de eerste maal in de Tweede Kamer gekozen, en hij zou lid blijven (met enkele dagen onderbreking in maart 1959) tot februari 1967. Daarnaast bleef hij actief als vakbondsbestuurder. Van 1959 tot zijn vertrek uit de Kamer was Baart lid van het PvdA fractiebestuur.
In de Kamer hield Baart zich voornamelijk bezig met de industriepolitiek en sociale zaken. Zo was hij van 1962 tot 1963 voorzitter van de vaste Tweede Kamercommissie voor Industrie. Hij interpelleerde op 26 april 1961 samen met zijn fractiegenoot Blom de ministers Toxopeus en Van Rooy en staatssecretaris Roolvink over verkorting van de werktijd. Op 28 november 1961 interpelleerde hij minister Veldkamp en staatssecretaris Scholten over de gang van zaken bij de onderhandelingen over een eventuele uitkering over de jaren 1960-61 aan het omroeppersoneel. In 1963 behoorde Baart tot de 19 leden van zijn fractie die tegen het wetsvoorstel tot goedkeuring van het 'Generalbereinigungs-verdrag' met Duitsland stemde. Van 1965 tot 1967 was Baart lid van de Tweede Kamercommissie voor Defensie. In 1966 was hij samen met Ad Oele woordvoerder van zijn fractie bij het debat over de mijnsluitingen in Zuid-Limburg.
In 1966 werd Baart benoemd tot burgemeester van het toen nog zelfstandige Zaandam (later opgegaan in Zaanstad), wat hij tot zijn dood zou blijven. In 1965 was hij al benoemd tot Officier in de Orde van Oranje-Nassau, in 1967 werd hij daarnaast ook Ridder in de Orde van de Nederlandse Leeuw.

## Externa links
- I. Baaert: "De stop was niet meer op de fles te houden (20 september 1953) – via Delpher.

- Biografisch Portaal: 04797834
- Parlement.com: vg09lkxkwpt4